# Strange (série télévisée)
Pour les articles homonymes, voir Strange.
Strange est une série télévisée britannique en sept épisodes de 52 minutes, créée par Andrew Marshall (en) et diffusée entre le 9 mars 2002 et le 5 juillet 2003 sur BBC One. En France, la série a été diffusée à partir du 15 octobre 2005 sur France 4.

## Synopsis
Cette série met en scène un ancien prêtre, John Strange, démis de ses fonctions pour d'obscures raisons. Impliqué dans une série de meurtres sordides, il a toujours clamé son innocence expliquant que ces crimes avaient été perpétrés par des démons.
Avec l'aide de Toby, chargé du matériel qu'utilise John pour détecter les démons, de Jude Atkins, une infirmière  qui a découvert que son compagnon était un démon et qui craint que l'enfant qu'ils ont eu ensemble, Joe, en soit également un, il décide de consacrer son temps à prouver son innocence et à démasquer ces créatures.

## Distribution
- Richard Coyle : John Strange
- Andrew Lee Potts : Toby
- Samantha Janus : Jude Atkins
- William Tomlin : Joey
- Ian Richardson : Canon Adolphus Black
- Kerry Elkins : Helen Baxter
- Timmy Lang : Kevin
- Richard Manson : Patrick

## Épisodes
1. Pilote (Pilot)
2. Zoxim (Zoxim)
3. Kaa-Jinn (Kaa-Jinn)
4. Costa Burra (Costa Burra)
5. Incubus (Incubus)
6. Dubuykk [1/2] (Dubuykk [1/2])
7. Asmoth [2/2] (Asmoth [2/2])